# Rosa Maria Martín i Ros
Rosa Maria Martín i Ros (Barcelona, 27 de novembre de 1948) és una historiadora de l'art catalana, especialitzada en l'estudi del teixit, el brodat i els ornaments litúrgics d'època medieval, entre els quals destaquen els seus estudis sobre els brodats opus anglicanum. Fou directora del Museu Tèxtil i d'Indumentària de Barcelona entre 1982 i 2002.

## Biografia
El 1973 es va llicenciar en Història de l'art a la Universitat de Barcelona, on es va especialitzar en l'estudi dels materials tèxtils. El 1978 va començar a treballar al Museu Tèxtil i d'Indumentària de Barcelona fins que el 1982 n'esdevindria la directora, càrrec que va ostentar fins al 2002. Durant la seva direcció es va ampliar el fons de la col·lecció, gràcies a la tramitació de donació de diversos fons, sobretot de moda de l segle xx, des de prêt-à-porter fins a alta costura. A principis dels anys 90 va renovar l'exposició permanent, fent-ne una nova síntesi interpretativa. Més endavant, el 2008, es va incorporar com a conservadora al Museu del Disseny de Barcelona
Ha comissariat diverses exposicions i assessorat diversos projectes científics de restauració de teixits, entre els quals destaquen la recuperació i restauració dels teixits del sepulcre de Ramon Berenguer II (1982), l'humeral de Sant Eudald (Museu de Ripoll, 1984-1985), el sepulcre del campanar de l'església parroquial d'Agramunt (1997).
És vicepresidenta del Centre Internacional d'Estudis dels Tèxtils Antics (CIETA) des del 1993, membre de la Comissió del Vestit (Costume Committee) del Consell Internacional de Museus (ICOM) des del 1978. Des del 2009 és vicepresidents d'Amics de l'Art Romànic, filial de l'Institut d'Estudis Catalans.

## Exposicions
Ha comissariat diverses exposicions, entre les quals destaquen:
- 1882-1982 Cent anys d'indumentària (1982), en commemoració del centenari del naixement de Pablo Picasso
- Moda segle xx (1982)
- Vuit-cents anys de la fundació de la Basílica de Santa Maria del Mar (1983)
- El Fortuny de Venècia (1984)
- La revolució Jacquard (Museu Tèxtil i d'Indumentària, Barcelona, 1985)
- Vint-i-cinc anys de l'Escola de Puntaires (1989)
- Blau Blue-Jeans (1990)
- El negre en el vestit (1992)
- Cristóbal Balenciaga (1995)
- Indianes. Teixits estampats restaurats del fons del museu i manuscrit sobre la manera d'estampar (1996)
- Noucentisme i Art Déco. Peces restaurades del Museu Tèxtil i d'indumentària (1997)
- Vestits nupcials (1998)
- Mantons de Manila de la Col·lecció Artigues-Alart (2001)
- El vestit sastre (2001)
- Indianes i estampats (Museu d'Història de Sabadell, Sabadell, 2007).
- Fastes de la Courone d'Aragon. Dialogue entre les broderies et les tissus du Musée des Tissus de Lyon et du Musée Episcopale de Vic (Museu de Teixits, Lió, 2010-2011, amb Judit Verdaguer, del Museu Episcopal de Vic, i amb Marie-Anne Privat-Savigny i Marie-Hélène Guelton, del Museu de Teixits de Lió).[1]

## Publicacions
Ha col·laborat en revistes especialitzades, entre les quals destaquen el Bulletin du Centre International d'Étude des Textiles Anciens, Techniques et Cultures; D'Art; Lambard. Estudis d'Art Medieval; Quaderns del MEV, i Tribuna d'Arqueologia, i en obres col·lectives com la Catalunya romànica, Art de Catalunya, o Summa Artis. Historia General del Arte (1999), entre d'altres. I ha publicat les següents monografies:
- La indumentària com a fet social (Barcelona, Ajuntament de Barcelona, 1979)
- Els frontals brodats del Museu de la catedral de Girona (Girona, Catedral de Girona, 1982)
- La Capa de Daroca y los ornamentos de la Colegial (Daroca, Ajuntament de Daroca, 2003).